# Canuleius ubatubae
Canuleius ubatubae är en insektsart som först beskrevs av Salvador de Toledo Piza Júnior 1944.  Canuleius ubatubae ingår i släktet Canuleius och familjen Heteronemiidae. Inga underarter finns listade.